# Чухно, Андрей Васильевич
Андрей Васильевич Чухно (12(25) сентября 1904, в Терской области, Нальчикском округе, хутор Пушкарев 2ой — 15 июля 1984, с. Новосредненское Ставропольского края) — организатор колхозного производства, Герой Социалистического Труда (1957). Депутат Верховного Совета СССР 2—4-го созывов.

## Биография
В 1921—1921 в РККА (доброволец, служил в ЧОН), участвовал в борьбе с бандитами в Терской области.
В 1924 году — один из организаторов сельхозартели «Советский пахарь» (Аполлонский район Ставропольского края). Работал молотобойцем, машинистом молотилки.
С 1928 года и до выхода на пенсию в 1968 году председатель колхоза «Коммунистический маяк» Георгиевского района Ставропольского края, который уже в 1930-е гг. стал одним из лучших хозяйств Северного Кавказа.
Прославился высокими урожаями зерновых: в 1973 году получил по 30 ц/га на площади 6 тысяч га.
Герой Социалистического Труда (1957). Награждён 2 орденами Ленина (1957, 1966), орденом Трудового Красного Знамени (1967), орденом Октябрьской Революции и медалями (в том числе 8 медалей ВДНХ — Малая золотая, Большая серебряная и 6 бронзовых).
В 1946, 1950, 1954 гг. избирался депутатом Верховного Совета СССР.
Член КПСС с 1929. Делегат 21-го съезда.
После выхода на пенсию заведовал колхозным музеем.